# زاده‌شده برای مردن (ترانه)
«زاده شده برای مردن» (به انگلیسی: Born to Die) دومین تک آهنگ از دومین آلبوم استودیویی لانا دل ری به همین نام (۲۰۱۲) است. موضوع این ترانه دربارهٔ فناپذیری عشق است. در بریتانیا، زایشی برای مرگ، دومین ترانه لانا دل ری لقب گرفت که با قرار گرفتن در رتبه نهم، جزو ده ترانه پرفروش سال بود.
این ترانه با ویدئویی ساخته «یوئن لموین» تبلیغ شد. در این ویدئو، لانا دل ری در رابطه‌ای گسستنی با دوست خود (بازی شده توسط یک مدل) به سر می‌برد. آن‌ها به سفری با ماشین شخصی می‌روند که در طی آن لانا دل ری کشته می‌شود. این نماهنگ در «جشنواره نماهنگ بریتانیا» در سال ۲۰۱۲، عنوان بهترین نماهنگ پاپ بین‌المللی را کسب کرد.

## جوایز
| سال  | مراسم اهدای جوایز           | جایزه                        | نتیجه    | منبع  |
| ---- | --------------------------- | ---------------------------- | -------- | ----- |
| ۲۰۱۲ | جوایز موزیک ویدئو ام‌تی‌وی    | بهترین کارگردانی هنری        | نامزدشده | [ ۱ ] |
| ۲۰۱۲ | جوایز موزیک ویدئوی بریتانیا | بهترین ویدیو پاپ - بین‌المللی | برنده    | [ ۲ ] |